# Nuculoida
Nuculoida is een orde van de tweekleppigen.

## Kenmerken
De schelpen uit deze orde zijn gelijkkleppig, licht driehoekig tot langwerpig ovaal, gewoonlijk ongelijkzijdig. Het ligament ligt uitwendig, verscholen in een klein chondrofoor. De slottanden zijn taxodont. De talrijke, gelijkvormige tanden staan op een rij, dwars of scheef ten opzichte van de slotplaat. De binnenzijde is parelmoerachtig of porseleinachtig glanzend en vertoont twee gelijke spierindruksels. De schelpen hebben vaak een taai, glad en glanzend periostracum.

## Families
- Lametilidae Allen et Sanders, 1973
- Malletiidae H. et A. Adams, 1858
- Neilonellidae Schileyko, 1989
- Nuculanidae Meek, 1864 (Snavelneuten)
- Nuculidae Gray, 1824 (Parelmoerneuten)
- Praenuculidae Mcalester, 1969
- Pristiglomidae Sanders et Allen, 1973
- Siliculidae Allen et Sanders, 1973
- Tindariidae Verrill et Bush, 1897
- Yoldiidae Habe, 1977

Ook de Phaseolidae Scarlato et Starobogatov, 1971 en de Sareptidae A. Adams, 1860 worden tot de Nuculoida gerekend volgens De Bruyne (2003).

## Soorten aan de Europese kusten
- Nucula nucleus (Linnaeus, 1758) (Parelmoerneut)
- Nucula hanleyi Winckworth, 1931
- Nucula nitidosa Winckworth, 1930 (Driehoekige parelmoerneut)
- Nucula sulcata Bronn, 1831 (Grote parelmoerneut)
- Nuculana minuta (Müller, 1776) (Geribde snavelneut)
- Saccella commutata Philippi, 1844

Aan de Britse kusten leven zes soorten uit de Nuculidae, waarondere N. nitidosa, N. nucleus en N. sulcata en zes kleine, zeldzame soorten uit de families Nuculanidae en Yoldiidae.